# 南出雅之
南出 雅之（みなみで まさゆき、1957年1月18日 - ）は、テレビ宮崎の男性アナウンサー。

## 人物
- 大阪府泉南郡岬町出身。大阪電気通信大学卒業後、1979年に四国地方のラテ兼営局へ入社[1]。1980年にテレビ宮崎へ移籍。「デーちゃん」と呼ばれる。2017年3月31日をもって定年退職したが、4月3日からは嘱託としてアナウンサーを続けることになった[2]。

## 出演番組

### 現在
- で～ちゃんのぶらっと金曜日 → 土曜なのにぶら金
- ANNニュース

### 過去
- UMKスーパーニュース(2007年3月30日まで担当)
- UMKスーパータイム
- UMKニュース ザ・ヒューマン
- UMK土曜メッセ
- さんさんサタデー
- うぃーく
- MIYAZAKI経済ナビ
- ジャガジャガ天国（隔週出演）
- マッポス
- みやざきゲンキTV
  - 以下全国ネット
- 24時間テレビ 「愛は地球を救う」
- FNSスーパースペシャル1億人のテレビ夢列島 ほか